# Сухор (Ново Место)
Сухор (словен. Suhor) — поселення в общині Ново Место, регіон Південно-Східна Словенія, Словенія. Висота над рівнем моря: 271 м.